# Master of Magic
Master of Magic là một trò chơi điện tử chiến thuật theo lượt dòng 4X một người chơi, do Simtex sản xuất và được MicroProse phát hành trên MS-DOS năm 1994. Người chơi là một phù thủy nỗ lực để thống trị hai thế giới được liên kết với nhau. Từ một vùng đất nhỏ, người chơi quản lý tài nguyên, xây dựng thành phố và quân đội, nghiên cứu phép thuật, phát triển một đế chế và chiến đấu với các phù thủy khác.
Các phiên bản đầu tiên của Master of Magic có nhiều lỗi và bị chỉ trích nặng nề. Phiên bản chính thức cuối cùng, 1.31, được phát hành trong tháng 3 năm 1995, sửa nhiều lỗi trên và thay đổi trí thông minh của người chơi AI. Phiên bản này được nhiều người đánh giá tốt hơn các phiên bản trước.